# Émile Sarrade
Émile Sarrade (ur. 10 marca 1877 w Paryżu, zm. 14 października 1953 tamże) – francuski rugbysta, olimpijczyk, zdobywca złotego medalu w turnieju rugby union i srebrnego w przeciąganiu liny na Letnich Igrzyskach Olimpijskich w 1900 roku w Paryżu, mistrz Francji w rugby w 1900 i 1902 roku.
Był przemysłowcem, pracował w założonej przez jego ojca firmie z branży stalowej.

## Kariera sportowa
W trakcie kariery sportowej reprezentował klub SCUF, którego był kapitanem w latach 1896–1898. Związany był następnie z Racing Club de France, z którym zdobył tytuł mistrza Francji w latach 1900 i 1902, nie stracił jednak kontaktu ze SCUF.
Ze złożoną z paryskich zawodników reprezentacją Francji zagrał w turnieju rugby union na Letnich Igrzyskach Olimpijskich 1900. Wystąpił w obu meczach tych zawodów, w których Francuzi pokonali 14 października Niemców 27:17, a dwa tygodnie później Brytyjczyków 27:8. Wygrywając oba pojedynki Francuzi zwyciężyli w turnieju zdobywając tym samym złote medale igrzysk.
Podczas tych igrzysk 16 lipca wziął również udział w zawodach w przeciąganiu liny, w których francuska drużyna zdobyła srebrny medal przegrywając z mieszanym zespołem szwedzko-duńskim.
Uprawiał również golf, chód sportowy i wioślarstwo oraz był pionierem lotnictwa.